# کوه هومبوری
کوه هومبوری (به لاتین: Mount Hombori) یک رشته‌کوه در مالی است که در مالی واقع شده‌است. کوه هومبوری ۱٬۱۵۵ متر بالاتر از سطح دریا واقع شده‌است.